# Episodi di Young Sheldon (seconda stagione)
La seconda stagione della sitcom Young Sheldon, composta da 22 episodi, è stata trasmessa in prima visione assoluta negli Stati Uniti d'America da CBS dal 24 settembre 2018 al 16 maggio 2019.
In Italia la stagione è stata trasmessa su Premium Joi dal 19 febbraio al 27 giugno 2019. In chiaro è andata in onda dal 23 novembre al 7 dicembre 2020 su Italia 1.
| nº | Titolo originale                                      | Titolo italiano                                              | Prima TV USA      | Prima TV Italia  |
| -- | ----------------------------------------------------- | ------------------------------------------------------------ | ----------------- | ---------------- |
| 1  | A High-Pitched Buzz and Training Wheels               | Un ronzio acuto e rotelle                                    | 24 settembre 2018 | 19 febbraio 2019 |
| 2  | A Rival Prodigy and Sir Isaac Neutron                 | Un genio rivale e Sir Isaac Neutron                          | 27 settembre 2018 | 19 febbraio 2019 |
| 3  | A Crisis of Faith and Octopus Aliens                  | Una crisi mistica e polipi alieni                            | 4 ottobre 2018    | 26 febbraio 2019 |
| 4  | A Financial Secret and Fish Sauce                     | Un segreto finanziario e la salsa di pesce                   | 11 ottobre 2018   | 26 febbraio 2019 |
| 5  | A Research Study and Czechoslovakian Wedding Pastries | Un'indagine e torte di nozze cecoslovacche                   | 18 ottobre 2018   | 5 marzo 2019     |
| 6  | Seven Deadly Sins and a Small Carl Sagan              | Sette peccati capitali ed un piccolo Carl Sagan              | 25 ottobre 2018   | 5 marzo 2019     |
| 7  | Carbon Dating and a Stuffed Raccoon                   | Datazione al carbonio ed un procione impagliato              | 1º novembre 2018  | 12 marzo 2019    |
| 8  | An 8-Bit Princess and a Flat Tire Genius              | Una principessa a 8 bit e un genio delle gomme bucate        | 8 novembre 2018   | 12 marzo 2019    |
| 9  | Family Dynamics and a Red Fiero                       | Dinamiche familiari e una Fiero rossa                        | 15 novembre 2018  | 12 marzo 2019    |
| 10 | A Stunted Childhood and a Can of Fancy Mixed Nuts     | Un'infanzia bloccata e un barattolo di frutta secca          | 6 dicembre 2018   | 23 maggio 2019   |
| 11 | #A Race of Superhumans and a Letter to Alf            | Una razza di superuomini e una lettera ad Alf                | 3 gennaio 2019    | 23 maggio 2019   |
| 12 | A Tummy Ache and a Whale of a Metaphor                | Un mal di pancia e la metafora della balena                  | 10 gennaio 2019   | 30 maggio 2019   |
| 13 | A Nuclear Reactor and a Boy Called Lovely             | Un reattore nucleare e un ragazzo chiamato Piccioncino       | 17 gennaio 2019   | 30 maggio 2019   |
| 14 | David, Goliath, and a Yoo-hoo from the Back           | Davide, Golia e uno Yoo-hoo dal fondo                        | 31 gennaio 2019   | 6 giugno 2019    |
| 15 | A Math Emergency and Perky Palms                      | Un'emergenza di matematica e le palme mosce                  | 7 febbraio 2019   | 6 giugno 2019    |
| 16 | A Loaf of Bread and a Grand Old Flag                  | Una confezione di pane e una grande vecchia bandiera         | 21 febbraio 2019  | 13 giugno 2019   |
| 17 | Albert Einstein and the Story of Another Mary         | Albert Einstein e una notizia inaspettata                    | 7 marzo 2019      | 13 giugno 2019   |
| 18 | A Perfect Score and a Bunsen Burner Marshmallow       | Un punteggio perfetto e un marshmallow cotto al Becco Bunsen | 4 aprile 2019     | 20 giugno 2019   |
| 19 | A Political Campaign and a Candy Land Cheater         | Una campagna elettorale e un'imbrogliona a Candy Land        | 25 aprile 2019    | 20 giugno 2019   |
| 20 | A Proposal and a Popsicle Stick Cross                 | Una proposta e un crocefisso di bastoncini da ghiacciolo     | 2 maggio 2019     | 27 giugno 2019   |
| 21 | A Broken Heart and a Crock Monster                    | Un cuore infranto e un Crock Monster                         | 9 maggio 2019     | 27 giugno 2019   |
| 22 | A Swedish Science Thing and the Equation for Toast    | Una scienza svedese e l'equazione del toast                  | 16 maggio 2019    | 27 giugno 2019   |

## Un ronzio acuto e rotelle
- Titolo originale: A High-Pitched Buzz and Training Wheels
- Diretto da: Jaffar Mahmood
- Scritto da: Chuck Lorre e Steven Molaro (soggetto), David Bickel, Eric Kaplan e Jeremy Howe (sceneggiatura)

### Trama
Sheldon sente uno strano rumore provenire dal frigorifero e, infastidito, decide di smontare l'elettrodomestico per capirne la causa. Incapace però di rimontarlo, costringe i genitori a spendere 200 dollari per ripararlo; George, infuriato, obbliga il figlio alla restituzione della somma spesa. Il ragazzino così inizia a distribuire i giornali per il quartiere per rifondere il padre per la somma spesa a causa sua. Il ragazzino però, non portato per questo genere di lavori, finisce col diventare sempre più arrabbiato e frustrato arrivando ad arrabbiarsi con la sua famiglia. Il padre gli spiega allora che, a dispetto di quanto possa essere poco gratificante un lavoro, non deve mai fare lo sbaglio di sfogare la rabbia nelle mura domestiche. Sheldon decide infine di delegare il lavoro al suo vicino Billy Sparks.
- Guest star: Josh Latzer (Hank), Nick Alvarez (Derek), Ryan Phuong (Tam), Melissa Peterman (Brenda Sparks), Valerie Mahaffey (signora MacElroy), Wyatt McClure (Billy Sparks)

## Un genio rivale e Sir Isaac Neutron
- Titolo originale: A Rival Prodigy and Sir Isaac Neutron
- Diretto da: Mark Cendrowski
- Scritto da: Chuck Lorre, Steven Molaro e David Bickel (soggetto), Damir Konjicija, Dario Konjicija e Tara Hernandez (sceneggiatura)

### Trama
Sheldon va a lezione del corso del professor Sturgis e, con enorme sorpresa, vede, seduta in prima fila al suo solito posto, una bambina della sua stessa età: Paige. Pensando che sia lì accompagnando un adulto, le parla per mostrare la sua intelligenza, ma scopre che la ragazzina lo è più di lui. Roso di gelosia, torna a casa e scopre che la madre ha invitato per il giorno seguente tutta la famiglia della sua rivale. Parlando coi genitori di Paige, George e Mary scoprono che hanno molto in comune con gli altri genitori, visto che anche loro devono dare la loro massima attenzione alla geniale figlia tralasciando spesso i bisogni dell'altra. Nel frattempo Sheldon passa del tempo con Paige scoprendo che ha molto in comune con lei, ma va su tutte le furie quando viene battuto a scacchi.
- Guest star: Wallace Shawn (professor John Sturgis), Mckenna Grace (Paige), Josh Cooke (Barry), Andrea Anders (Linda), Ella Anderson (Erica)

## Una crisi mistica e polipi alieni
- Titolo originale: A Crisis of Faith and Octopus Aliens
- Diretto da: Jaffar Mahmood
- Scritto da: Chuck Lorre, David Bickel e Eric Kaplan (soggetto), Steven Molaro, Maria Ferrari e Jeremy Howe (sceneggiatura)

### Trama
Dopo la morte di una ragazza di 16 anni della comunità, Mary cerca conforto nella fede ancor più di prima, ma inizia a dubitare dell'esistenza di Dio; esce così con sua madre Connie e si ubriaca non potendo fare a meno di chiedersi se al posto di quella ragazza ci fosse stato uno dei suoi figli. Sheldon, molto preoccupato anche perché la madre smette di andare in chiesa e di fare la consueta preghiera prima di mangiare, le parla di quante cose casuali rendano esistente la vita sul pianeta Terra, affermando che lei è la madre migliore che un bambino come lui potrebbe avere e che tale fortuna è la dimostrazione che esiste veramente un potere superiore; grazie a queste parole Mary ritrova la fede.
- Guest star: Matt Hobby (pastore Jeff), Nancy Linehan Charles (Peg)

## Un segreto finanziario e la salsa di pesce
- Titolo originale: A Financial Secret and Fish Sauce
- Diretto da: Jonathan Judge
- Scritto da: Chuck Lorre, David Bickel e Jeremy Howe (soggetto), Steven Molaro, Damir Konjicija e Dario Konjicija (sceneggiatura)

### Trama
Sheldon, mentre compila la dichiarazione dei redditi della famiglia, si accorge della mancanza di un assegno di 300 dollari; chiede quindi al padre, che non gli spiega il motivo di tale ammanco e gli dice di non dirlo alla madre. Incapace di mantenere il segreto, cerca di evitare quanto possibile di parlare con la madre, arrivando a chiedere a Tam di ospitarlo per una notte, facendolo passare per il suo primo "pigiama party". Alla mattina però, quando il George si reca a prenderlo, il ragazzino gli dice quanto sia deluso da lui; il padre decide quindi di rivelare a Mary tutta la verità: Connie era andata con Georgie al bar e, avendo bevuto troppo, ha chiesto al nipote, ancora senza patente, di guidare; i due però vengono fermati dalla polizia e la nonna, per evitare di mettere Georgie nei guai, si mette al suo posto, venendo quindi arrestata per guida in stato di ebbrezza; George quindi paga i 300 dollari di cauzione per far uscire di galera la suocera. Mary, arrabbiatissima, impone al marito e al figlio maggiore di trasferirsi nella casa di Connie fino a che lei non permetterà loro di tornare.
- Guest star: Danielle Pinnock (signora Ingram), Ryan Phuong (Tam), VyVy Nguyen (Trang Nguyen)

## Un'indagine e torte di nozze cecoslovacche
- Titolo originale: A Research Study and Czechoslovakian Wedding Pastries
- Diretto da: Jude Weng
- Scritto da: Steven Molaro, Damir Konjicija e Dario Konjicija (soggetto), Chuck Lorre, David Bickel e Eric Kaplan (sceneggiatura)

### Trama
Il professor Sturgis propone a George di far partecipare i figli ad uno studio che si tiene a Houston sui gemelli; inizialmente restio, accetta immediatamente quando gli viene detto che verrà pagato. Nonostante Mary non ritenga opportuna la cosa per paura che vengano messe troppo in risalto le differenze tra i figli, alla fine accetta perché Sheldon ne è subito entusiasta mentre Missy solo in cambio di un dolce. Durante il primo test viene esaltata l'intelligenza di Sheldon, ma durante il secondo la sua mancanza di comprensione nelle semplici rappresentazioni degli stati d'animo umani e della vita quotidiana; al contrario Missy si dimostra molto perspicace e più sensibile di lui. In più Mary capisce che la sua bambina si sente sola in casa perché il padre passa tutto il tempo con Georgie, mentre lei e Constance sono sempre prese da Sheldon; capisce quindi che deve prestare più attenzione nei riguardi di sua figlia e che non deve avere sempre e solo considerazione di Sheldon.
- Guest star: Wallace Shawn (professor John Sturgis), Amy Farrington (dottoressa Sandra Thorpe), Wallace Langham (dottor Edward Pilson)

## Sette peccati capitali ed un piccolo Carl Sagan
- Titolo originale: Seven Deadly Sins and a Small Carl Sagan
- Diretto da: Jonathan Judge
- Scritto da: Chuck Lorre, David Bickel e Jeremy Howe (soggetto), Chuck Lorre, Eric Kaplan e Connor Kilpatrick (sceneggiatura)

### Trama
Il pastore Jeff affida a Mary il compito di organizzare una specie di casa stregata durante la notte di Halloween per mostrare quanto siano brutti i peccati così da indirizzare le persone verso Dio. La donna ne è entusiasta e decide di chiedere al signor Lundy, il professore di teatro del liceo, un aiuto, ma quest'ultimo finirà per prendere il sopravvento sull'organizzazione, impersonando anche Satana, e rendendo i sette peccati capitali fin troppo realistici. Mary, nonostante la gioia del pastore per le tante donazioni, è molto delusa perché alla fine del percorso della casa dove hanno inscenato il tutto, quando le persone devono scegliere tra salvezza e peccato, nessuno sceglie la prima, dove c'è lei ad accoglierli. Alla fine però, una ragazza del liceo, capendo che il suo modo di vivere è sbagliato, sceglierà la salvezza, con grande delusione di Georgie che era uscito con lei perché celebre per essere stata con molti ragazzi.
- Guest star: Matt Hobby (pastore Jeff), Jason Alexander (signor Lundy), Isabel May (Veronica Duncan), Adam Kulbersh (Fred Murphy), Sara Sanderson (Leslie), Nancy Linehan Charles (Peg)

## Datazione al carbonio ed un procione impagliato
- Titolo originale: Carbon Dating and a Stuffed Raccoon
- Diretto da: Rebecca Asher
- Scritto da: Chuck Lorre, Damir Konjicija e Dario Konjicija (soggetto), Steven Molaro, Eric Kaplan e Tara Hernandez (sceneggiatura)

### Trama
George accompagna ad una conferenza sulla datazione al carbonio al Museo di Scienze Naturali del Texas il figlio che, poco prima dell'inizio della lezione, viene raggiunto da Paige, la sua coetanea che dimostra nuovamente di sapere più cose del ragazzino; annoiata, si allontana sfidando Sheldon a seguirla e i due finiscono nei guai perché entrano in una parte del museo chiusa per manutenzione. Nel frattempo il padre, per ingannare l'attesa durante la conferenza, va al bar per vedere la partita, ma non ci riesce perché viene avvicinato prima da Linda, la madre di Paige, che si lamenta del marito temendo di dover divorziare e poi da Barry che fa altrettanto con la moglie, realizzando quanto debba essere grato per il rapporto che ha con la moglie. Intanto Connie organizza un mercatino dell'usato per liberarsi di un po' di cose che ha in casa, compresi gli oggetti del marito, finendo però per rattristarsene nonostante avesse detto alla figlia che fossero solo oggetti.
- Guest star: Wallace Shawn (professor John Sturgis), Mckenna Grace (Paige), Josh Cooke (Barry), Andrea Anders (Linda), Wyatt McClure (Billy Sparks)

## Una principessa a 8 bit e un genio delle gomme bucate
- Titolo originale: An 8-Bit Princess and a Flat Tire Genius
- Diretto da: Jaffar Mahmood
- Scritto da: Chuck Lorre, Damir Konjicija e Dario Konjicija (soggetto), Steven Molaro, David Bickel e Tara Hernandez (sceneggiatura)

### Trama
Connie riceve come premio per una vittoria alla sala bowling una console per videogiochi e propone a Sheldon di giocarci insieme e il nipote, inizialmente riluttante, finisce per passare tantissimo tempo con la nonna a giocarci. Nel frattempo, George porta la macchina dal meccanico e suo vicino di casa Hershel Sparks e lì i due scoprono che Georgie è molto bravo con le macchine; il ragazzo inizia così a lavorare part time nell'officina del vicino, finendo per ferire i sentimenti del padre quando loda il suo titolare. La situazione degenera ulteriormente quando Georgie dice al padre di voler abbandonare la sua squadra di football e di voler fare il meccanico; George però accetta il tutto quando Hershel gli mostra il talento del figlio nel trovare i fori degli pneumatici semplicemente accarezzandoli.
- Guest star: Billy Gardell (Hershel Sparks), Doc Farrow (vice allenatore Wilkins)

## Dinamiche familiari e una Fiero rossa
- Titolo originale: Family Dynamics and a Red Fiero
- Diretto da: Alex Reid
- Scritto da: Steven Molaro, Maria Ferrari e Tara Hernandez (soggetto), Chuck Lorre, Eric Kaplan e Jeremy Howe (sceneggiatura)

### Trama
A George viene offerto un posto da allenatore all'università di Tulsa, il che costringerebbe tutta la famiglia a trasferirsi in Oklahoma. Mary è assolutamente contraria e i due cercano aiuto nel resto della famiglia per perorare le proprie ragioni. La discussione porta ad una grande litigata durante la cena del Ringraziamento che turba tutti, compreso Sheldon che cercava di osservare il tutto per un compito del corso di psicologia. George, arrabbiato, prima compra una Pontiac Fiero, poi si reca all'università deciso ad accettare il prestigioso ruolo, che migliorerebbe molto la sua condizione lavorativa. Tornato a casa però, comunica alla famiglia di aver rifiutato il posto per il loro bene.
- Guest star: Wallace Shawn (professor John Sturgis)

## Un'infanzia bloccata e un barattolo di frutta secca
- Titolo originale: A Stunted Childhood and a Can of Fancy Mixed Nuts"
- Diretto da: Rebecca Asher
- Scritto da: Chuck Lorre, Steven Molaro e Tara Hernandez

### Trama
Mary è con i gemelli a fare spese ed incontra Linda con la figlia Paige che, nonostante l'alto quoziente intellettivo, inizia subito a trovarsi a proprio agio con Missy, tant'è che lei la invita a passare il sabato notte da lei; le due ragazzine di divertono molto, mentre Sheldon, che si trova nella stessa stanza con loro, non fa che lamentarsi, venendo additato dalle due come anziano. Preoccupato da una ricerca citata da Paige in cui i bambini con problemi durante la crescita diventano adulti disadattati socialmente e strani, Sheldon inizia a comportarsi come un bambino, usando gli scherzi comprati al negozio di fumetti di marca Bazinga. Nel frattempo John comunica a Connie la decisione di imparare a guidare, ma, durante le lezioni tenute dalla donna, capisce quanto sia inadatto alla guida.
- Guest star: Wallace Shawn (professor John Sturgis), Mckenna Grace (Paige), Andrea Anders (Linda), Ryan Phuong (Tam), Wyatt McClure (Billy Sparks), Chris Wylde (Glenn)

## Una razza di superuomini e una lettera ad Alf
- Titolo originale: A Race of Superhumans and a Letter to Alf
- Diretto da: Jaffar Mahmood
- Scritto da: Tara Hernandez, Damir Konjicija e Dario Konjicija (soggetto), Chuck Lorre, Steven Molaro e Eric Kaplan (sceneggiatura)

### Trama
Sheldon, avendo ricevuto una richiesta di aiuto per i compiti da parte della sorella, ispirato dal film 1999 - Conquista della Terra che sta guardando, decide di creare una razza di super uomini ai suoi ordini, partendo da Missy; dopo essere riuscito a spiegarle le frazioni però, l'interesse della gemella scema subito e il ragazzino decide quindi di cercare aiuto nei libri della biblioteca. Dopo un fallimentare tentativo applicando le teorie di Socrate, su consiglio della signora Hutchins applica delle teorie comportamentali che prevedono punizioni e ricompense, ma, quando taglia un capello della bambola preferita di Missy, ottiene solo un pugno in faccia dalla gemella. Nel frattempo Georgie, ancora invaghito di Veronica, inizia a frequentare il gruppo di preghiera della madre a cui adesso partecipa anche la compagna di scuola e arriva addirittura a farsi battezzare insieme a lei; durante la funzione però la bacia e riceve, come il fratello, un pugno in faccia. Oltre alle conseguenze fisiche, i due fratelli ottengono però anche una ramanzina e un castigo da parte della madre.
- Guest star: Ryan Phuong (Tam), Sarah Baker (signora Hutchins), Isabel May (Veronica Duncan), Matt Hobby (pastore Jeff), Paul Fusco (voce di Alf)

## Un mal di pancia e la metafora della balena
- Titolo originale: A Tummy Ache and a Whale of a Metaphor
- Diretto da: Mark Cendrowski
- Scritto da: Chuck Lorre e Steven Molaro (soggetto), Tara Hernandez, Jeremy Howe e Connor Kilpatrick (sceneggiatura)

### Trama
Sheldon lamenta dolore allo stomaco, ma viene da tutti sottovalutato a causa della sua ipocondria; quando però i dolori aumentano, i genitori lo portano di corsa in ospedale e i medici comunicano loro che dovranno asportargli la cistifellea, con grandi sensi di colpa da parte del padre. L'operazione va bene, ma la degenza del ragazzino causa forti irritazioni nelle persone che devono occuparsi di lui, fino a che le parole del suo compagno di stanza, con una patologia più seria di quella di Sheldon, lo fa calmare e comportarsi più gentilmente.
- Guest star: Valerie Mahaffey (signora MacElroy), Nick Alvarez (Derek), Kate Flannery (infermiera Nora), Doc Farrow (vice allenatore Wilkins), Danielle Pinnock (signora Ingram), Vernee Watson (infermiera Robinson), Wayne Wilderson (dottor Gilbert), Mauricio Lara (Ricky)

## Un reattore nucleare e un ragazzo chiamato Piccioncino
- Titolo originale: A Nuclear Reactor and a Boy Called Lovely
- Diretto da: Chris Koch
- Scritto da: Chuck Lorre, Steven Molaro e Tara Hernandez (soggetto), Chuck Lorre, Steven Molaro e Eric Kaplan (sceneggiatura)

### Trama
Georgie è ancora turbato per quanto successo con Veronica al battesimo, ma quando scopre che ha un ragazzo è a pezzi e per conquistarla le scrive una lettera d'amore, che però viene letta da un bullo davanti a tutta la scuola, umiliandolo. Intanto il professor Sturgis invita Connie ad una cena dove ci sono molti suoi colleghi; lei è riluttante perché sa che non è all'altezza degli altri partecipanti, ma alla fine accetta e, grazie alla sua simpatia e ad alcuni concetti di cui in passato le aveva parlato il nipotino, conquista tutti, in particolare un amico di John, che si approccia a lei in maniera molto diretta provocando una lite tra i due scienziati. Nel frattempo Sheldon, per rendere la sua abitazione indipendente energeticamente, progetta una reattore nucleare ed inizia ad accumulare vecchi rilevatori di fumo per prenderne l'americio 241 che è radioattivo; quando però le autorità ne vengono a conoscenza, George e Mary si ritrovano la casa circondata di persone in tuta anti radiazioni in cerca del suo materiale.
- Guest star: Isabel May (Veronica Duncan), Brian Stepanek (signor Givens), Wallace Shawn (professor John Sturgis), Wyatt McClure (Billy Sparks), Ryan Phuong (Tam), Ed Begley Jr. (professor Linkletter)

## Davide, Golia e uno Yoo-hoo dal fondo
- Titolo originale: David, Goliath, and a Yoo-hoo from the Back
- Diretto da: Jaffar Mahmood
- Scritto da: Chuck Lorre, Jeremy Howe e Stacey Pulwer (soggetto), Steven Molaro, Maria Ferrari e Tara Hernandez (sceneggiatura)

### Trama
Sheldon, dopo aver assistito alla scena di Tommy Clarkson bullizzare suo fratello, parla col bullo che, sorprendentemente, trova simpatico il ragazzino e lo difende dagli altri, compreso Georgie, che dovrà subire le imposizioni del fratellino sotto la minaccia di una telefonata al pericoloso compagno; quando però Sheldon usa quest'amicizia per difendere un compagno più piccolo da Jason Davies, quest'ultimo, ancor più cattivo di Tommy, sfida quest'ultimo ad una rissa nel cortile della scuola; Sheldon, ispirato dalla storia di Davide e Golia, proverà ad abbattere il bullo con una pietra, ma finirà per essere chiuso dentro l'armadietto dello stesso. Nel frattempo Missy si presenta a scuola truccata per apparire più bella nella foto scolastica, mandando su tutte le furie la madre, sempre più esasperata del ruolo del genitore cattivo che tutti mal sopportano; dopo una chiacchierata con la nonna però, la ragazzina cambia atteggiamento e Connie consola Mary dicendole quanto sia brava come madre.
- Guest star: Brian Stepanek (signor Givens), Ryan Phuong (Tam), Doc Farrow (vice allenatore Wilkins), Ryan Cargill (Tommy Clarkson) Forrest Deal (Jason Davies)

## Un'emergenza di matematica e le palme mosce
- Titolo originale: A Math Emergency and Perky Palms
- Diretto da: Jaffar Mahmood
- Scritto da: Chuck Lorre e Steven Molaro (soggetto), Tara Hernandez, Jeremy Howe e Connor Kilpatrick (sceneggiatura)

### Trama
Il professor John Sturgis giudica un compito di Sheldon corretto solo al 95%, facendolo molto arrabbiare; dopo aver studiato su vari libri, il ragazzino si confronta con il fisico, che gli risponde male; alla fine però l'uomo, dopo aver ammesso con Connie di avere torto e di essere preoccupato per non aver pensato alla soluzione proposta dal ragazzino, ammette a quest'ultimo di aver sbagliato. Nel frattempo Mary, a causa della malattia del pastore Jeff, lo sostituisce alla guida della chiesa facendo da consulente matrimoniale per una giovane coppia di sposi e passando del tempo con James Gilford, un anziano veterano che vive da solo senza mai muoversi da casa, che poco dopo muore.
- Guest star: Wallace Shawn (professor John Sturgis), Matt Hobby (pastore Jeff), Sarah Baker (signora Hutchins), Nancy Linehan Charles (Peg), Barry Corbin (James Gilford), Danielle Pinnock (signora Ingram), Bryce McBratnie (Elliot Walker), Megan Park (Francine Walker)

## Una confezione di pane e una grande vecchia bandiera
- Titolo originale: A Loaf of Bread and a Grand Old Flag
- Diretto da: Alex Reid
- Scritto da: Chuck Lorre e Steven Molaro (soggetto), Tara Hernandez, Jeremy Howe e Connor Kilpatrick (sceneggiatura)

### Trama
Sheldon, dopo aver scoperto che l'azienda che ha comprato la ditta che vende il pane dei suoi panini ne ha cambiato il sapore a causa del processo di lavorazione per risparmiare, fa una raccolta firme davanti al supermercato che lo vende denunciando la cosa. Interviene addirittura la televisione locale che lo intervista, ma quando il ragazzino dice che ci vorrebbe un controllo da parte dello stato per evitare che succedano certe cose, lui e tutta la sua famiglia sono accusati di essere comunisti. Nel frattempo, Georgie si avvicina a Veronica cercando di essere amico, dopo averla vista piangere perché lasciata dal suo ragazzo.
- Guest star: Ryan Phuong (Tam), Isabel May (Veronica Duncan), Travis Guba (Pete), Brian Stepanek (signor Givens), Katherine Von Till (giornalista), Melissa Peterman (Brenda Sparks), Nick Alvarez (Derek), Rex Linn (preside Peterson), Matt Hobby (pastore Jeff)

## Albert Einstein e una notizia inaspettata
- Titolo originale: Albert Einstein and the Story of Another Mary
- Diretto da: Beth McCarthy-Miller
- Scritto da: Chuck Lorre, Steven Molaro e Eric Kaplan (soggetto), Chuck Lorre, Steven Molaro e Steve Holland (sceneggiatura)

### Trama
Mary scopre di essere di nuovo incinta ed è molto preoccupata di come potrebbe prenderla il marito, che infatti quando lo scopre dà di matto, preoccupato soprattutto per i soldi; quando però la donna perde il bambino, George è dispiaciuto quanto la moglie. Nel frattempo Sheldon, volendo emulare il suo idolo Einstein, cerca di imparare a suonare il violino e poi decide anche di convertirsi all'ebraismo, ma una chiacchierata col rabbino gli fa comprendere che lui deve essere semplicemente se stesso.
- Guest star: Billy Gardell (Hershel Sparks), Melissa Peterman (Brenda Sparks), Rex Linn (preside Peterson), Matt Hobby (pastore Jeff), Nancy Linehan Charles (Peg), John Rubinstein (rabbino Schneiderman), Wyatt McClure (Billy Sparks), Melissa Tang (signora Fenley)

## Un punteggio perfetto e un marshmallow cotto al Becco Bunsen
- Titolo originale: A Perfect Score and a Bunsen Burner Marshmallow
- Diretto da: Chris Koch
- Scritto da: Chuck Lorre, David Bickel e Tara Hernandez (soggetto), Steven Molaro, Eric Kaplan e Jeremy Howe (sceneggiatura)

### Trama
Sheldon, dopo aver ottenuto un punteggio strabiliante ai test attitudinali, è richiesto da tante università, per la felicità del padre e la tristezza della madre, contraria al fatto che il suo bambino si allontani dalla sua casa per andare a vivere lontano; il ragazzino però, fermamente convinto nel voler già progredire il livello dei suoi studi, propone di vivere col professor Sturgis che gli farebbe da tutor, che accetta con gioia. Mary, a malincuore, acconsente di far passare una notte di prova a casa del professore, che però si conclude con John con un trauma cranico dovuto ad una caduta mentre accorreva da Sheldon che urlava per un incubo e il ragazzino che, nel tentativo di fare una bevanda calda per aiutare il professore, dà fuoco alla casa.
- Guest star: Rex Linn (preside Peterson), Wallace Shawn (professor John Sturgis), Melissa Peterman (Brenda Sparks), Doc Farrow (vice allenatore Wilkins), Danielle Pinnock (signora Ingram), Wyatt McClure (Billy Sparks)

## Una campagna elettorale e un'imbrogliona a Candy Land
- Titolo originale: A Political Campaign and a Candy Land Cheater
- Diretto da: Jude Weng
- Scritto da: Chuck Lorre, Damir Konjicija e Dario Konjicija (soggetto), Steven Molaro, David Bickel e Steve Holland (sceneggiatura)

### Trama
Sheldon chiede al preside di aumentare il budget per le attrezzature scientifiche anche a scapito di quello riservato al football, ma la richiesta viene subito respinta. Decide quindi di candidarsi a presidente degli studenti, ma la gara è dura, soprattutto perché la sfidante, Nell Cavanaugh, oltre ad essere molto popolare usa dei colpi bassi contro di lui. Il ragazzino decide quindi di usare gli stessi mezzi, ma, non volendo mentire, chiede aiuto a Missy per prendere informazioni su Nell e, grazie alla sorella che frequenta la stessa scuola, ne ottiene. Sheldon, inizialmente restio ad usare tali notizie, alla fine le usa e vince la competizione.
- Guest star: Brian Stepanek (signor Givens), Rex Linn (preside Peterson), Valerie Mahaffey (signora MacElroy), Robert Clotworthy (sindaco Harrison), Isabella Coben (Nell Cavanaugh), Isabel May (Veronica Duncan), Matt Hobby (pastore Jeff), Wallace Shawn (professor John Sturgis)

## Una proposta e un crocefisso di bastoncini da ghiacciolo
- Titolo originale: A Proposal and a Popsicle Stick Cross
- Diretto da: Jaffar Mahmood
- Scritto da: Chuck Lorre, David Bickel e Steve Holland (soggetto), Steven Molaro, Tara Hernandez e Jeremy Howe (sceneggiatura)

### Trama
Georgie è al settimo cielo dato che Veronica verrà a vivere a casa Cooper per un po' di tempo, infatti Mary le ha offerto ospitalità da loro visto che le cose si sono fatte complicate con Clint, il fidanzato di sua madre, un alcolizzato violento. Man mano che Sheldon e la sua famiglia la conoscono meglio, imparano ad apprezzarla sempre di più, scoprendo quanto sia infelice la sua vita dato che il padre la abbandonò tanti anni prima, mentre lei inizia a capire cosa significhi stare insieme a una vera famiglia. Quando Clint pretende che Veronica torni a casa dalla madre con le cattive, George lo prende a pugni cacciandolo via. Nel frattempo John Sturgis porta Constance a cena nel ristorante messicano del loro primo appuntamento e, tirando fuori un anello di fidanzamento, le chiede di sposarlo, ma la donna rifiuta perché non vuole più sposarsi, mentre lui vuole ufficializzare la loro unione. Quando però capisce che il suo comportamento rischia di allontanarla dal professore, lo sorprende mettendo un annuncio sul giornale dove dichiara che loro due sono una coppia a tutti gli effetti rendendolo estremamente felice.
- Guest star: Wallace Shawn (professor John Sturgis), Isabel May (Veronica Duncan), Doc Farrow (vice allenatore Wilkins), Tim Griffin (Clint)

## Un cuore infranto e un Crock Monster
- Titolo originale: A Broken Heart and a Crock Monster
- Diretto da: Alex Reid
- Scritto da: Chuck Lorre, Damir Konjicija e Dario Konjicija (soggetto), Steven Molaro, Tara Hernandez e Jeremy Howe (sceneggiatura)

### Trama
Il pastore Jeff è in rapporti sempre peggiori con la moglie e così Mary lo invita a cena e, grazie a Georgie che solidarizza con lui perché entrambi hanno problemi con le ragazze, si ferma anche a dormire. Il giorno successivo, il pastore torna a casa con Mary e scopre che la moglie lo ha lasciato; arrabbiato, inizia a mettere in dubbio anche il suo futuro come pastore, ma una bella poliziotta appena trasferita in città lo ferma e si mostra interessata, così riprende il buon umore. Nel frattempo Sheldon, aiutato dalla sorella Missy, inizia a chiamare tutti i parrocchiani parlando del fatto che fanno poche donazioni e così riescono a rimettere in sesto le casse della chiesa, rimanendo però delusi perché il merito va solo a Dio.
- Guest star: Wallace Shawn (professor John Sturgis), Matt Hobby (pastore Jeff), Nancy Linehan Charles (Peg), Brian Stepanek (signor Givens), Doc Farrow (vice allenatore Wilkins), Danielle Pinnock (signora Ingram), Melanie Haynes (Felicia), Heather Olt (cameriera), Michael C. Alexander (Greg), Mary Grill (agente Robin)

## Una scienza svedese e l'equazione del toast
- Titolo originale: A Swedish Science Thing and the Equation for Toast
- Diretto da: Jaffar Mahmood
- Scritto da: Chuck Lorre, Damir Konjicija e Dario Konjicija (soggetto), Steven Molaro, Eric Kaplan e Tara Hernandez (sceneggiatura)

### Trama
John Sturgis porta a Sheldon la sua radio per permettergli di ascoltare in diretta i vincitori del Nobel qualche mattina dopo e il ragazzino invita tutta la scuola, ma non si presenta nessuno, nemmeno il professore che nel frattempo, abbattuto perché non avrebbe mai vinto il prestigioso premio, inizia a comportarsi in maniera strana, finendo anche a fare tai chi sul tetto.
- Guest star: Wallace Shawn (professor John Sturgis), Ed Begley Jr. (professor Linkletter), Doc Farrow (vice allenatore Wilkins), Ryan Phuong (Tam), Christine Baranski (voce di Beverly Hofstadter), Carol Ann Susi (voce della signora Wolowitz), Pamela Adlon (voce della signora Wolowitz)